# Campionato mondiale di scherma 1969
Il Campionato mondiale di scherma 1969 si è svolto a L'Avana a Cuba. Le competizioni sono iniziate il 30 settembre e sono terminate il 12 ottobre 1969.
Sono stati assegnati 2 titoli femminili e 6 titoli maschili:
- femminile
  - fioretto individuale
  - fioretto a squadre
- maschile
  - fioretto individuale
  - fioretto a squadre
  - sciabola individuale
  - sciabola a squadre
  - spada individuale
  - spada a squadre

## Risultati

### Uomini
| Evento                          | Oro                                                                                                | Argento                                                                                  | Bronzo                                                                          |
| Spada                           | |                                                                                          |                                                                                 |
| Spada individuale (dettagli)    | Bohdan Andrzejewski                                                                                | Aleksej Nikančikov                                                                       | Carl von Essen                                                                  |
| Spada a squadre (dettagli)      | Unione Sovietica Aleksej Nikančikov Grigorij Kriss Sergej Paramonov Igor' Valetov Georgij Zažickij | Ungheria Győző Kulcsár Zoltán Nemere Csaba Fenyvesi Pál Schmitt Pál Nagy                 | Svezia Rolf Edling Carl von Essen Hans Jacobson Orvar Jönsson Lars-Erik Larsson |
| Fioretto                        | |                                                                                          |                                                                                 |
| Fioretto individuale (dettagli) | Friedrich Wessel                                                                                   | Vasyl' Stankovyč                                                                         | Ryszard Parulski                                                                |
| Fioretto a squadre (dettagli)   | Unione Sovietica Viktor Putjatin Jurij Šarov Leonid Romanov Vasyl' Stankovyč German Svešnikov      | Polonia Ryszard Parulski Lech Koziejowski Jerzy Kaczmarek Marek Dąbrowski Witold Woyda   | Romania Ion Drîmbă Mihai Țiu Ștefan Haukler Iuliu Falb Ștefan Ardeleanu         |
| Sciabola                        | |                                                                                          |                                                                                 |
| Sciabola individuale (dettagli) | Viktor Sidjak                                                                                      | János Kalmár                                                                             | Péter Bakonyi                                                                   |
| Sciabola a squadre (dettagli)   | Unione Sovietica Viktor Sidjak Mark Rakita Vladimir Nazlymov Ėduard Vinokurov Umjar Mavlichanov    | Polonia Jerzy Pawłowski Józef Nowara Zygmunt Kawecki Krzysztof Grzegorek Janusz Majewski | Ungheria Péter Bakonyi János Kalmár Attila Kovács Tamás Kovács Miklós Meszéna   |

### Donne
| Evento                          | Oro                                                                         | Argento | Bronzo                                                                                        |
| Fioretto                        |                                                                             | |                                                                                               |
| Fioretto individuale (dettagli) | Elena Novikova-Belova                                                       | Ileana Drîmbă | Svetlana Čirkova                                                                              |
| Fioretto a squadre (dettagli)   | Romania Ileana Drîmbă Olga Orban-Szabo Maria Vicol Ana Ene Suzana Ardeleanu | Unione Sovietica Aleksandra Zabelina Elena Novikova-Belova Svetlana Čirkova Tat'jana Petrenko-Samusenko Galina Gorochova | Ungheria Katalin Kollányi Judit Ágoston-Mendelényi Agnes Simonffy Mária Szolnoki Ildikó Rejtő |

## Medagliere
| Posizione | Nazione          |   |   |   | Totale |
| --------- | ---------------- | - | - | - | ------ |
| 1         | Unione Sovietica | 5 | 3 | 1 | 9      |
| 2         | Polonia          | 1 | 2 | 1 | 4      |
| 3         | Romania          | 1 | 1 | 1 | 3      |
| 4         | Germania Ovest   | 1 | 0 | 0 | 1      |
| 5         | Ungheria         | 0 | 2 | 3 | 5      |
| 6         | Svezia           | 0 | 0 | 2 | 2      |
| Totale    | Totale           | 8 | 8 | 8 | 24     |